# Wonder Woman: Bloodlines
Wonder Woman: Bloodlines è un film d'animazione del 2019 diretto da Sam Liu e Justin Copeland.
Si tratta del trentaseiesimo film facente parte dei DC Universe Animated Original Movies nonché il quindicesimo capitolo del cosiddetto DC Animated Movie Universe.

## Trama
Nel 2013, la bella e valorosa principessa Diana di Themyscira, isola natale della razza guerriera delle Amazzoni, salva l'affascinante pilota statunitense, il capitano Steve Trevor, da un attacco dei Parademoni. Diana tratta Steve con un raggio curativo viola prima che venga fatto prigioniero dalla madre di Diana, la regina Ippolita, a causa di Diana che ha infranto la legge dell'isola sui "non uomini". Tuttavia, Diana fa evadere Steve e vede un presagio su un'invasione ultraterrena facilitata dal suo arrivo. Quando Ippolita chiede la reincarcerazione di Steve, Diana la sfida prima di partire per proteggere il mondo degli uomini, spingendo Ippolita a rinnegare sua figlia. Diana e Steve arrivano a Washington, DC, dove Etta Candy li porta dalla geologa Julia Kapatelis. Mentre è lì, Diana incontra la figlia di Julia, Vanessa Kapatelis, che diventa gelosa di Diana quando sua madre trascorre più tempo con lei che con lei. Diana decide di rimanere nel mondo degli uomini e proteggerlo come la supereroina "Wonder Woman". Cinque anni dopo, Julia chiede aiuto a Diana e Steve per trovare Vanessa, che ha rubato un artefatto dalla sua diabolica superiore Veronica Cale e ha intenzione di scambiarlo con una perfida scienziata, il Dottor Poison. Diana, Steve e Julia intervengono ma vengono affrontati dai soldati di Poison e Giganta, che usa un siero potenziante, ma alla fine viene sconfitto. Durante la battaglia, tuttavia, Julia viene colpita a morte in un fuoco incrociato e Poison fugge con l'artefatto. Vanessa incolpa Diana per la morte di sua madre prima di fuggire.
Durante la visita alla tomba di sua madre, Vanessa viene reclutata dal Dottor Poison e dal Dottor Cyber, che trasformano Vanessa in Silver Swan. Nel frattempo, Diana e Steve trovano Poison a Qurac. I due viaggiano lì usando un jet stealth fornito da Etta. All'arrivo, vengono attaccati da Silver Swan, che Diana realizza essere Vanessa e viene sconfitta mentre Poison fugge con un prototipo di arma biologica. Diana e Steve portano l'inconscia Vanessa alla Cale Pharmaceuticals. Mentre è lì, Diana crede che il raggio curativo viola possa invertire la trasformazione di Vanessa, ma non ricorda la posizione di Themyscira a causa di un blocco mistico. Cale rivela alla principessa Diana e Steve che Julia ha fatto ricerche sull'isola come progetto personale per animali domestici. Diana trova un indizio nell'ex ufficio di Julia che deve bere acqua da una fontana situata nel tempio di Pasifae per riacquistare la sua conoscenza del luogo.
Nel tempio, Diana e Steve vengono improvvisamente affrontati da Cheetah, che ora fa parte di una squadra di supercriminali chiamata Villainy Inc. guidata dal Dottor Poison e il Dottor Cyber, che usa anche un siero simile a quello di Giganta. Steve ed Etta entrano nel labirinto del tempio, dove incontrano e sconfiggono un Minotauro. Diana sottomette Cheetah, si riunisce con Steve ed Etta e beve l'acqua della fontana, ritrovando finalmente la memoria. Diana si rende anche conto che il Minotauro era incantato per difendere la fontana, e la distrugge. In tal modo, il Minotauro viene liberato e viene chiamato "Ferdinando" da Steve.
Il trio torna a Cale Pharmaceuticals, dove individuano la posizione di Themyscira. Tuttavia, vengono interrotti da Cyber, che rivela il piano della loro organizzazione per rubare i manufatti tecnologici dell'Amazzonia per guadagno personale. Cyber riattiva Vanessa per attaccare Diana mentre gli altri scappano. Alla fine, Diana sconfigge Vanessa e riesce a far scappare i suoi amici, mentre Vanessa fugge. Con le nuove informazioni che hanno ricevuto, Diana e Steve tornano a Themyscira, solo per trovarla già assediata da Villainy Inc. Vanessa distrae gli eroi mentre Cyber e Poison scatenano la loro arma finale Medusa. Medusa si rifiuta di essere sotto il loro controllo e distrugge il corpo meccanico di Cyber. Poison offre a Medusa un siero potenziante per ottenere il suo favore, ma Medusa la trasforma in pietra e lo prende comunque. Diventando più grande e più forte, inizia a distruggere la città e ad uccidere le amazzoni. Affrontando Medusa e venendo picchiata, Diana usa il veleno della gorgone per accecarsi, permettendole di incontrare Medusa frontalmente. Diana viene buttata a terra ma viene salvata da Vanessa, ispirata dal sacrificio di Diana, e insieme uccidono Medusa. In seguito, Vanessa e la regina Ippolita si riconciliano con la principessa Diana. La regina Ippolita presenta sua figlia come la campionessa di Themyscira e decide di aprire Themyscira al mondo esterno.
Nella scena dopo i titoli di coda, la principessa Diana torna a Washington dove affronta Cale. Cale si rivela la vera mente dietro Villainy Inc. e giura vendetta su Diana per aver sventato i suoi piani.